# Gnopharmia sarobiana
Gnopharmia sarobiana är en fjärilsart som beskrevs av Ebert 1965. Gnopharmia sarobiana ingår i släktet Gnopharmia och familjen mätare. Inga underarter finns listade i Catalogue of Life.